# Aeroportul Tok
Aeroportul Tok (IATA: TKJ, ICAO: PATJ, FAA LID: TKJ) este un aeroport din Alaska, Statele Unite ale Americii ce deservește zona Tok⁠(d). A fost numit după zona deservită.
Situat la o altitudine de 509 m, aeroportul dispune de o singură pistă.